# Maria Campbell
Maria Campbell (* 26. April 1940 bei Park Valley in der kanadischen Provinz Saskatchewan) arbeitet als Autorin, ist Filmregisseurin und arbeitet im Radio und für die Bühne. Sie ist eine der Elders der Métis und spricht vier Sprachen, nämlich Cree, Michif, Saulteaux und Englisch. Sie war Professorin an der University of Saskatchewan.

## Leben und Werk
Der Ort Park Valley, in dem Campbell aufwuchs, liegt rund 130 km nordwestlich von Prince Albert. Ihr Vater war John (Dan) Campbell, ihre Mutter hieß Dubucque. Ihre erste Monographie war ihr autobiographisch angelegtes Werk Halfbreed von 1973. Es wird heute vielfach für den Schulunterricht eingesetzt.
Ihr erstes Bühnenstück, Flight, war die erste indianische Theaterproduktion Kanadas. Dabei entstand eine Mischung aus Tanz, Geschichtenerzählen und dramatischer Inszenierung, die mit indigenen Kunstformen verwoben wurde. Zwei ihrer Produktionen wurden in Schottland, Dänemark und Italien aufgeführt. Dazu führte sie von 1985 bis 1997 eine eigene Produktionsfirma, die Gabriel Productions. Beim National Film Board of Canada und der Canadian Broadcasting Corporation brachte sie Stücke wie My Partners My People, unter. Zudem gehört sie dem Sage Ensemble an, einer Theatergruppe von Älteren (Elders), und ist der Saskatchewan Native Theatre Company in Saskatoon verbunden.
In Kanada wurde sie zudem als Streiterin für die indigenen Rechte bekannt. Sie war eine der Gründerinnen des ersten kanadischen Halfway House für Frauen, in dem ein Entzug durchgeführt werden konnte. Ähnliches gilt für ihr Women and Children’s Emergency Crisis Centre in Edmonton. Sie arbeitete mit Jugendlichen, gründete Hausbaugruppen, unterstützte Künstler.
Als Elder gehört sie der Saskatchewan Aboriginal Justice Commission, ebenso wie der Grandmothers for Justice Society an.
Maria Campbell war von 1991 bis 1997 Lecturer an der University of Saskatchewan. Als Dozentin arbeitete sie zunächst als Assistant Professor, dann als Professorin an dieser Hochschule. Als Gastprofessorin ging sie 2000 bis 2001 an die Brandon University, arbeitet seit 1998 zeitweilig am Saskatchewan Federated Indian College. 1985 erhielt sie den Ehrendoktor der University of Regina, 1992 folgte der der York University, im Jahr 2000 der Ehrendoktor der Athabasca University.
Bei ihren Arbeiten konzentriert sie sich auf die Geschichte der Métis und die Methodik und Durchführung von Forschungen an der mündlichen Überlieferung (Oral History).

## Ehrungen
Campbell erhielt zahlreiche Auszeichnungen, darunter die einer Ernennung zum Ehrenhäuptling der Black Lake First Nations (1978), eines National Hero des Native Council of Canada (1979), den Chalmers Award for Outstanding New Play (1986, für The Book of Jessica), die Gabriel Dumont Medal of Merit vom Gabriel Dumont Institute (1992). Diesen folgte der Saskatchewan Achievement Award der Provinzregierung (1994), der National Aboriginal Achievement Award (1995), der Chief Crowfoot Award vom Department of Native Studies der University of Calgary (1996), der Nolson-Preis des Canada Council (2004), dann der Saskatchewan Order of Merit und der Distinguished Canadian Award (beide 2006). 2008 wurde sie Officer des Order of Canada, 2023 Mitglied der American Academy of Arts and Sciences.

## Werke (Auswahl)

### Monographien
- Halfbreed (1973)
- People of the Buffalo (1975)
- Riel’s People (1976) (vgl. Louis Riel)
- Little Badger and the Fire Spirit (1977)
- The Book of Jessica (Co-Autorin) (1987)
- Stories of the Road Allowance People (1995)

### Filme (meist als Autorin bzw. Regisseurin)
- Edmonton’s Unwanted Women (1968)
- Red Dress (1977)
- Road to Batoche (1985) (vgl. Louis Riel)
- Cumberland House (1986)
- My Partners My People (1987)
- Joseph’s Justice (1994)
- La Beau Sha Sho (1994)
- Journey to Healing (1995)